# Cypturus thugi
Cypturus thugi är en skalbaggsart som beskrevs av Lewis 1894. Cypturus thugi ingår i släktet Cypturus och familjen stumpbaggar. Inga underarter finns listade i Catalogue of Life.